# Ture Oxenstierna
Ture Oxenstierna af Croneborg, född  1614, död 15 december 1669 i Stockholm, var en svensk greve och landshövding. Han var brorson till Axel Oxenstierna.

## Biografi
Ture Oxenstierna af Croneborg föddes 1614 och var son till guvernören Gabriel Gustafsson Oxenstierna och Maria Turesdotter Bielke. Oxenstierna blev i oktober 1621 student vid Uppsala universitet och arbetade därefter som kammarherre hos kung Gustaf II Adolf. Han blev sedan major och därefter överste för två regementen. Oxenstierna slutade 1632 och blev 25 mars 1635 överste för Östgöta kavalleriregemente. Han var landshövding från 16 augusti 1641 till 1645 i Stockholms län. Därefter arbetade han som guvernör i Ingermanland och blev 10 november 1651 greve till Kronoborg. Den grevliga ätten introducerades i Sveriges Riddarhus 1652 som nummer 10. Han avled 1669 på sin malmgård i Stockholm och begravdes 24 juli 1670 i Storkyrkan.
Han deltog i trettioåriga kriget och blev svårt sårad i slaget vid Nördlingen 1634 och tillfångatagen 1637.

### Familj
Oxenstierna gifte sig första gången 11 november 1640 i Sankt Nikolai församling, Stockholm med grevinnan Sigrid Oxenstierna af Korsholm och Wasa (1612–1651). Hon var dotter till riksamiralen Gabriel Oxenstierna af Korsholm och Wasa och Anna Gustafsdotter Banér. De fick tillsammans barnen Märta Oxenstierna (1641–1678), guvernören Gabriel Oxenstierna (1642–1707), Axel Oxenstierna (1644–1645), översten Ture Oxenstierna (1645–1676), Anna Margareta Oxenstierna (1646–1646), Anna Oxenstierna (1648–1676), Margareta Christiana Oxenstierna (1649–1740) som var gift med guvernören Eric Soop och Gustaf Carl Oxenstierna (1651–1652).
Oxenstierna gifte sig andra gången 16 oktober 1655 i Stockholm med friherrinnan Beata Leijonhufvud (1626–1692). Hon var dotter till landshövdingen Gustaf Leijonhufvud och Catharina Sparre. De fick tillsammans barnen Catharina Oxenstierna (1656–1683) som var gift med överstelöjtnanten Carl Pedersson Natt och Dag, ryttmästaren Gustaf Oxenstierna (1657–1682), Sigrid Oxenstierna (1659–1659), Sigrid Oxenstierna (1660–1688) som var gift med generallöjtnanten Bernhard von Liewen, Johan Oxenstierna (1666–1733) och Eleonora Elisabet Oxenstierna (född 1674).